# Meunet-sur-Vatan
Meunet-sur-Vatan és un municipi francès, situat al departament de l'Indre i a la regió de Centre – Vall del Loira. L'any 2007 tenia 192 habitants.

## Demografia

### Població
El 2007 la població de fet de Meunet-sur-Vatan era de 192 persones. Hi havia 84 famílies, de les quals 28 eren unipersonals (8 homes vivint sols i 20 dones vivint soles), 28 parelles sense fills, 24 parelles amb fills i 4 famílies monoparentals amb fills.
La població ha evolucionat segons el següent gràfic:
Habitants censats

### Habitatges
El 2007 hi havia 115 habitatges, 85 eren l'habitatge principal de la família, 18 eren segones residències i 12 estaven desocupats. 112 eren cases i 2 eren apartaments. Dels 85 habitatges principals, 70 estaven ocupats pels seus propietaris i 15 estaven llogats i ocupats pels llogaters; 2 tenien una cambra, 10 en tenien dues, 14 en tenien tres, 23 en tenien quatre i 37 en tenien cinc o més. 64 habitatges disposaven pel capbaix d'una plaça de pàrquing. A 35 habitatges hi havia un automòbil i a 45 n'hi havia dos o més.

### Piràmide de població
La piràmide de població per edats i sexe el 2009 era:
| Homes | Edats   | Dones |
| ----- | ------- | ----- |
| 0     | 95 o +  | 0     |
| 0     | 90 a 94 | 0     |
| 0     | 85 a 89 | 0     |
| 0     | 80 a 84 | 0     |
| 12    | 75 a 79 | 4     |
| 0     | 70 a 74 | 12    |
| 12    | 65 a 69 | 0     |
| 8     | 60 a 64 | 8     |
| 0     | 55 a 59 | 8     |
| 8     | 50 a 54 | 8     |
| 4     | 45 a 49 | 0     |
| 8     | 40 a 44 | 8     |
| 0     | 35 a 39 | 0     |
| 12    | 30 a 34 | 4     |
| 8     | 25 a 29 | 8     |
| 0     | 20 a 24 | 0     |
| 4     | 15 a 19 | 8     |
| 4     | 10 a 14 | 0     |
| 0     | 5 a 9   | 8     |
| 4     | 0 a 4   | 4     |

## Economia
El 2007 la població en edat de treballar era de 123 persones, 88 eren actives i 35 eren inactives. De les 88 persones actives 84 estaven ocupades (42 homes i 42 dones) i 4 estaven aturades (1 home i 3 dones). De les 35 persones inactives 16 estaven jubilades, 9 estaven estudiant i 10 estaven classificades com a «altres inactius».

### Ingressos
El 2009 a Meunet-sur-Vatan hi havia 87 unitats fiscals que integraven 203 persones, la mediana anual d'ingressos fiscals per persona era de 16.430 €.

### Activitats econòmiques
Dels 7 establiments que hi havia el 2007, 1 era d'una empresa de construcció, 3 d'empreses de comerç i reparació d'automòbils, 1 d'una empresa d'hostatgeria i restauració, 1 d'una empresa financera i 1 d'una empresa de serveis.
Dels 2 establiments de servei als particulars que hi havia el 2009, 1 era una lampisteria i 1 restaurant.
L'any 2000 a Meunet-sur-Vatan hi havia 12 explotacions agrícoles que ocupaven un total de 987 hectàrees.

## Poblacions més properes
El següent diagrama mostra les poblacions més properes.